# Тюнген
Тюнген (нім. Thüngen) — риночна громада у Німеччині, у землі Баварія.  Підпорядковується адміністративному округу Нижня Франконія. Входить до складу району Майн-Шпессарт.
Населення - 1351 осіб (на 31 грудня 2020). Площа - 13,61 км².
Офіційний код — 09 6 77 189.